# ロッタ・テイレ
ロッタ・テイレ（Lotta Tejle、1960年3月17日 - ）は、スウェーデンの女優。

## 出演作品
- シンプル・シモン I rymden finns inga känslor (2010) シモンのママ